# Манчего
«Манчего» (ісп. Manchego — «ламанчський») — іспанський твердий сир з пастеризованого овечого молока. Виробляється з молока овець породи манчега виключно в Кастилії — Ла-Манчі (строго в провінціях Толедо, Сьюдад-Реаль, Куенка і Альбасете). У промисловому виробництві сиру манчего використовується пастеризоване молоко. Фермерський сир, що виготовляється зареєстрованими приватними господарствами, виробляється із сирого молока. Мінімальний час дозрівання становить 60 днів. Циліндрична головка сиру з впізнаваною ребристою скоринкою темного кольору із зигзагоподібним візерунком важить 1-2 кг. Сир має щільну структуру, зазвичай білого або світло-жовтуватого кольору. В залежності від часу дозрівання сир має ніжний, слабкий кислуватий або насичений смак. Розрізняють свіжий манчего (3-4 місяці дозрівання) і зрілий, старий (до 1 року). Сир манчего має давні традиції і згадується Сервантесом в «Дон Кіхоті Ламанчському».